# Viento blanco
『Viento blanco』（ヴィエント ブランコ）は、MINIQLOのインディーズ・ミニアルバム。

## 解説
2013年3月23日に発売された。全曲とも作詞はAZUKI七、作曲は中村由利。

## 収録曲
1. Float World
2. Marionette Fantasia
3. over blow
4. Auld Lang Syne